# Chemiré-en-Charnie
Chemiré-en-Charnie est une commune française, située dans le département de la Sarthe en région Pays de la Loire, peuplée de 213 habitants.
La commune fait partie de la province historique du Maine.

## Géographie
Chemiré-en-Charnie est un village sarthois du canton de Loué à 33 km à l'ouest du Mans.

### Communes limitrophes
| Torcé-Viviers-en-Charnie (Mayenne) | Neuvillette-en-Charnie | Saint-Symphorien    |
|                                    | Chemiré-en-Charnie     | Ruillé-en-Champagne |
| Saint-Denis-d'Orques               | Joué-en-Charnie        | Épineu-le-Chevreuil |

### Climat
Pour des articles plus généraux, voir Climat des Pays de la Loire et Climat de la Sarthe.
En 2010, le climat de la commune est de type climat océanique altéré, selon une étude du CNRS s'appuyant sur une série de données couvrant la période 1971-2000. En 2020, Météo-France publie une typologie des climats de la France métropolitaine dans laquelle la commune est exposée à un climat océanique et est dans la région climatique  Moyenne vallée de la Loire, caractérisée par une bonne insolation (1 850 h/an) et un été peu pluvieux. 
Pour la période 1971-2000, la température annuelle moyenne est de 11 °C, avec une amplitude thermique annuelle de 14,1 °C. Le cumul annuel moyen de précipitations est de 780 mm, avec 12,4 jours de précipitations en janvier et 7 jours en juillet. Pour la période 1991-2020, la température moyenne annuelle observée sur la station météorologique de Météo-France la plus proche, sur la commune de Rouessé-Vassé à 12 km à vol d'oiseau, est de 11,7 °C et le cumul annuel moyen de précipitations est de 806,9 mm,. Pour l'avenir, les paramètres climatiques de la commune estimés pour 2050 selon différents scénarios d'émission de gaz à effet de serre sont consultables sur un site dédié publié par Météo-France en novembre 2022.

## Urbanisme

### Typologie
Au 1er janvier 2024, Chemiré-en-Charnie est catégorisée commune rurale à habitat très dispersé, selon la nouvelle grille communale de densité à sept niveaux définie par l'Insee en 2022.
Elle est située hors unité urbaine. Par ailleurs la commune fait partie de l'aire d'attraction du Mans, dont elle est une commune de la couronne,. Cette aire, qui regroupe 144 communes, est catégorisée dans les aires de 200 000 à moins de 700 000 habitants,.

### Occupation des sols
L'occupation des sols de la commune, telle qu'elle ressort de la base de données européenne d’occupation biophysique des sols Corine Land Cover (CLC), est marquée par l'importance des territoires agricoles (75,7 % en 2018), une proportion identique à celle de 1990 (75,7 %). La répartition détaillée en 2018 est la suivante : 
prairies (62,4 %), forêts (24,3 %), terres arables (11,4 %), zones agricoles hétérogènes (1,9 %). L'évolution de l’occupation des sols de la commune et de ses infrastructures peut être observée sur les différentes représentations cartographiques du territoire : la carte de Cassini (XVIIIe siècle), la carte d'état-major (1820-1866) et les cartes ou photos aériennes de l'IGN pour la période actuelle (1950 à aujourd'hui).

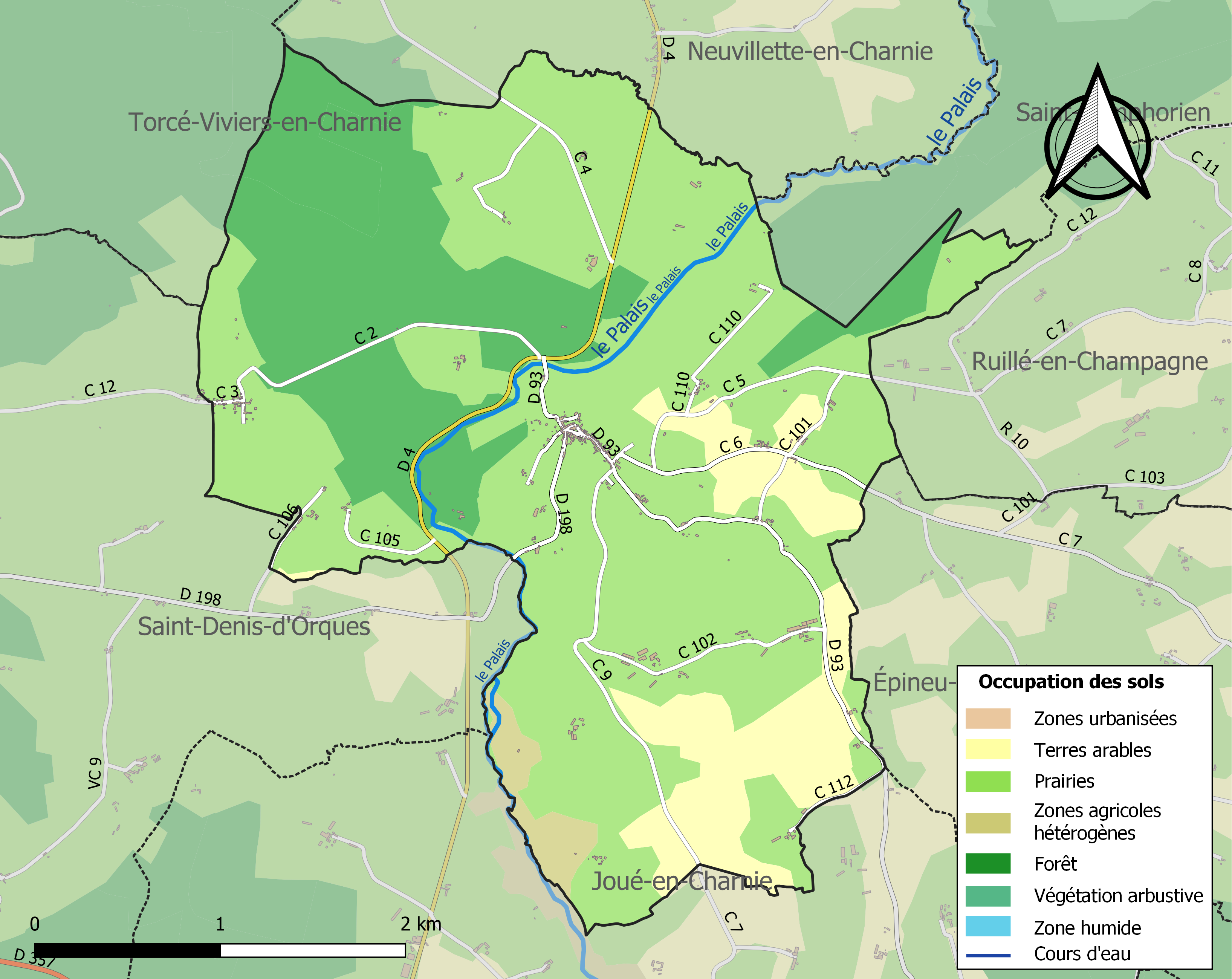
Carte des infrastructures et de l'occupation des sols de la commune en 2018 (CLC).

## Toponymie
Le gentilé est Chemiréen.

## Histoire
La bourgade est peuplée tour à tour par les Gaulois, les Celtes, les Romains. Elle se développe surtout au Moyen Âge, autour de sa rivière, le Palais, qui permet les échanges commerciaux avec les bourgades et villes alentour.
En 1109 est construite par Raoul VII de Beaumont-au-Maine l'abbaye bénédictine d'Étival-en-Charnie dont il reste aujourd'hui la chapelle.
Lors de la Première Guerre mondiale, de nombreux jeunes Chemiréens partent au front. Beaucoup y laisseront leur vie, comme en témoigne le monument aux morts situé place de l'Église-Saint-Gilles. Pendant la Seconde Guerre mondiale, le village connaît l'occupation et subit surtout les bombardements alliés peu avant la Libération. De jeunes Chemiréens s'engagent dans le maquis d'Étival et se font finalement tuer par les Allemands.

## Politique et administration
| Période                                  | Période      | Identité           | Étiquette | Qualité             |
| ---------------------------------------- | ------------ | ------------------ | --------- | ------------------- |
| 1977                                     | juillet 2020 | Michel Coutelle    | SE        | Exploitant agricole |
| juillet 2020                             | En cours     | Jean-Paul Coquille | SE        | Cadre retraité      |
| Les données manquantes sont à compléter. |              |                    |           |                     |

## Démographie
L'évolution du nombre d'habitants est connue à travers les recensements de la population effectués dans la commune depuis 1793. Pour les communes de moins de 10 000 habitants, une enquête de recensement portant sur toute la population est réalisée tous les cinq ans, les populations de référence des années intermédiaires étant quant à elles estimées par interpolation ou extrapolation. Pour la commune, le premier recensement exhaustif entrant dans le cadre du nouveau dispositif a été réalisé en 2006.
En 2022, la commune comptait 213 habitants, en évolution de +1,43 % par rapport à 2016 (Sarthe : −0,25 %, France hors Mayotte : +2,11 %).
| 1793 | 1800 | 1806 | 1821 | 1831 | 1836 | 1841 | 1846  | 1851 |
| ---- | ---- | ---- | ---- | ---- | ---- | ---- | ----- | ---- |
| 615  | 608  | 562  | 895  | 949  | 939  | 932  | 1 007 | 999  |

| 1856 | 1861 | 1866 | 1872 | 1876 | 1881 | 1886 | 1891 | 1896 |
| ---- | ---- | ---- | ---- | ---- | ---- | ---- | ---- | ---- |
| 974  | 876  | 863  | 756  | 738  | 678  | 633  | 614  | 579  |

| 1901 | 1906 | 1911 | 1921 | 1926 | 1931 | 1936 | 1946 | 1954 |
| ---- | ---- | ---- | ---- | ---- | ---- | ---- | ---- | ---- |
| 574  | 550  | 522  | 475  | 414  | 400  | 378  | 403  | 402  |

| 1962 | 1968 | 1975 | 1982 | 1990 | 1999 | 2006 | 2011 | 2016 |
| ---- | ---- | ---- | ---- | ---- | ---- | ---- | ---- | ---- |
| 377  | 311  | 280  | 224  | 206  | 203  | 200  | 216  | 210  |

| 2021 | 2022 | - | - | - | - | - | - | - |
| ---- | ---- | - | - | - | - | - | - | - |
| 212  | 213  | - | - | - | - | - | - | - |

## Lieux et monuments
- Le pont du vieux logis.
- Le logis de la forge.
- La chapelle de l'ancienne abbaye d'Étival-en-Charnie, l'étang d'Étival.

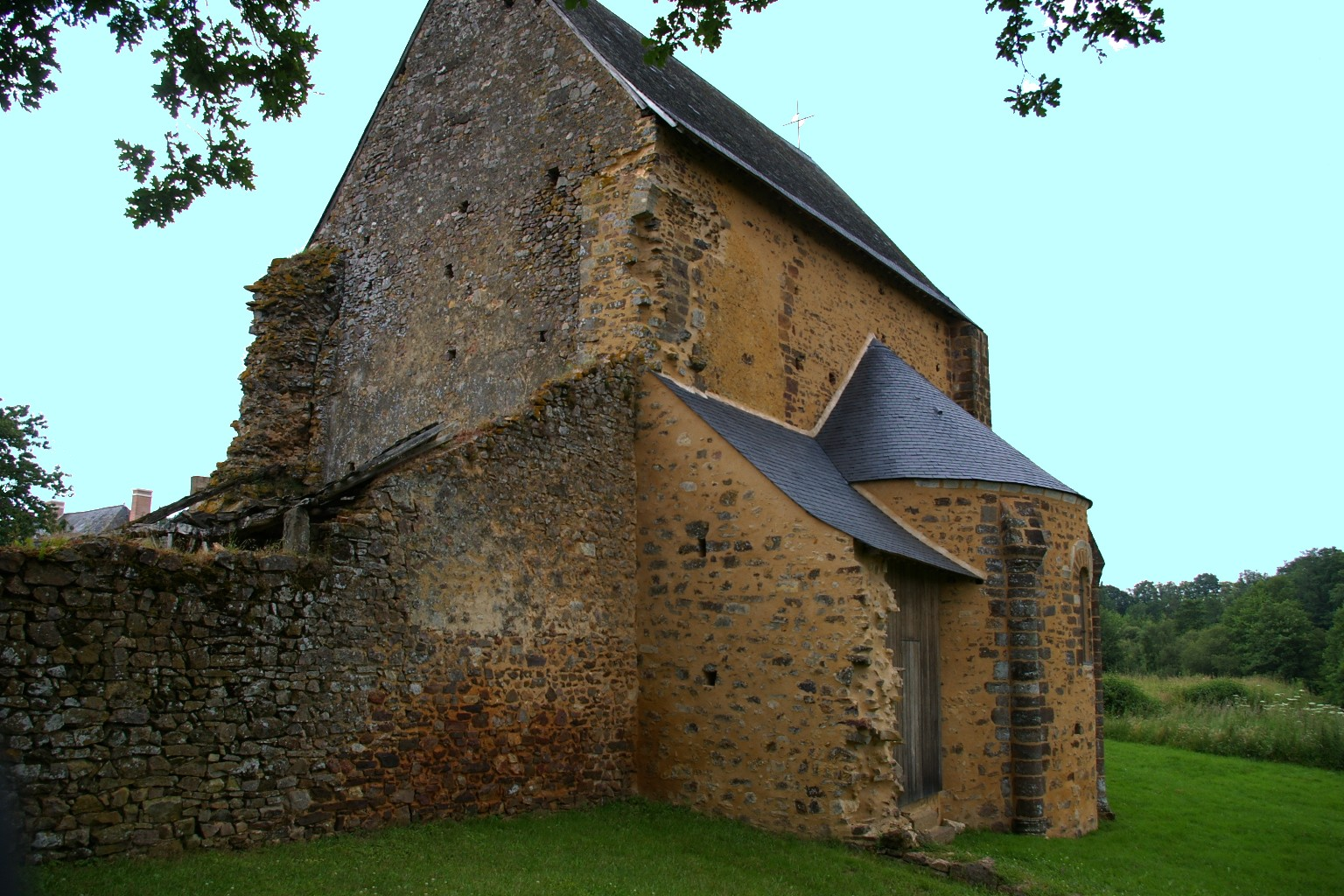
La chapelle de l'abbaye d'Étival.

- L'église Saint-Gilles, de style gothique.
- La chapelle du Pivot.
- Sentiers pédestres, étang, forêt de la Charnie.

## Activité et manifestations
- Fête de la Saint-Gilles le 1er week-end de septembre.
- Chemiré patrimoine: Journées européennes du patrimoine.
- Association générations mouvement les aînés ruraux.